# Медаль «За вислугу років» (Пруссія)

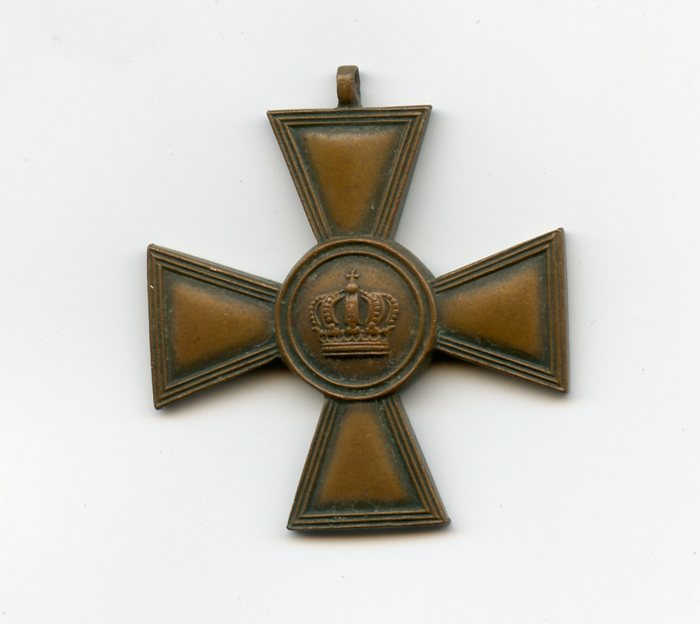
Медаль 1-го класу без стрічки.

Медаль «За вислугу років» (Dienstauszeichnung) — нагорода королівства Пруссія для солдатів та унтерофіцерів за вислугу років в армії.

## Історія
Нагороду заснував 4 липня 1913 року прусський король і німецький імператор Вільгельм II для заміни планок за вислугу років, введених 18 червня 1825 року королем Фрідріхом Вільгельмом III. З початком Першої світової війни нагородження призупинили до перемоги. Хоча Німеччина програла війну, після її завершення нагородження відновили і медалі вручались до 1 лютого 1920 року.

## Умови нагородження
Медаль мала 3 класи — за 9, 12 і 15 років служби, на відміну від планок, які вручались за 9, 15 і 21 рік служби.
Підрахунок вислуги для військовослужбовців здійснювався так:
- Дійсна військова служба в армії і на флоті в мирний час на території Пруссії вважалася календарною без будь-яких пільг.
- До початку Першої світової війни участь у війні, яку вела Пруссія, зараховувалась пільгово (один місяць прирівнювався до двох).
- Аналогічним чином вираховувався термін служби в заморських колоніях (наприклад, в Німецькій Південно-Західній Африці), а також для екіпажів кораблів, які несли службу за межами територіальних вод Німеччини.
- Після початку Першої світової розрахунок вислуги ускладнився і, хоча він також подвоювався, можливість отримання нагороди залежала від статусу військовослужбовця (кадровий військовий, призовник чи доброволець).

## Опис
Медаль 3-го класу була круглою з діаметром 30 мм. На аверсі зображена прусська королівська корона, оточена написом Treue Dienste bei der Fahne (За вірну службу під знаменами), виконаним готичним шрифтом, а на реверсі — римська цифра IX. Медаль  виготовлялась з німецького срібла. Медаль 2-го класу мала аналогічний дизайн, але виготовлялась з бронзи або томпаку, а на реверсі була зображена цифра XII. Медаль 1-го класу являла собою бронзовий рівносторонній тевтонський хрест діаметром 37.5 мм з круглим медальйоном в центрі. На аверсі зображена прусська королівська корона, на реверсі — цифра XV.
Окрім самих нагород, також виготовлялись мініатюри діаметром 16 мм з жовтого металу (мініатюри медалей 3-го класу виготовлялись з посрібленого немагнітного сплаву).
Медалі носили на лівому боці грудей на синій муаровій стрічці.